# SAP CRM
SAP CRM è un'applicazione di customer relationship management  (Gestione della relazione col cliente) integrata prodotta da SAP per le richieste della media e grande impresa in tutti i settori industriali.

## Descrizione
- Dopo l'acquisizione di Hybris[1] nel 2013, SAP ha gradualmente riallineato la sua strategia per la sua soluzione CRM per recuperare sul leader di mercato SalesForce.com che propone una soluzione cloud.

Per offrire anch'essa una soluzione similare anziché la tradizionale versione installata localmente (CRM on-premises) 
SAP ora offre una varietà di soluzioni sotto le seguenti funzioni:
- - Vendite
    - SAP C4C (SAP Cloud for Customer) - Cloud for Sales
    - SAP CRM (On-Premises, ovvero installata localmente)

  - Servizio
    - SAP C4C (SAP Cloud for Customer) - Cloud for Service
    - SAP CRM (On-Premises, ovvero installata localmente)

  - Marketing
    - Hybris Marketing

  - Commercio
    - Hybris e-Commerce

  - Fatturazione
    - Hybris Billing